# Almoubadara
Almoubadara (arabiska: المبادرة الوطنية الدستورية, 'Initiativet') är ett sekulärt mittenparti i Tunisien. Det bildades den 1 april 2011 av ledande företrädare för det statsbärande partiet Konstitutionell demokratisk samling, sedan detta upplösts genom domstolsbeslut efter jasminrevolutionen.
Partiledare är den förre försvars- och utrikesministern Kemal Mourjan. 
Almoubadara ställde upp i de allmänna valen den 23 oktober 2011. Partiet fick 2,3 % av rösterna och 5 av de 217 platserna i konstitutionsrådet.